# Polyblastia friesii
Polyblastia friesii är en lavart som beskrevs av Bernt Arne Lynge. Polyblastia friesii ingår i släktet Polyblastia, och familjen Verrucariaceae. Arten är reproducerande i Sverige.